# Turanovac
Turanovac est un village de la municipalité de Lukač (Comitat de Virovitica-Podravina) en Croatie. Au recensement de 2011, le village comptait 695 habitants.